# Cambridge (Massachusetts)
Pour les articles homonymes, voir Cambridge (homonymie).
Cambridge (en anglais [ˈkeɪmbrɪdʒ]) est une ville située dans l'État du Massachusetts, aux États-Unis, dans le comté de Middlesex. La ville de Cambridge se trouve dans l'agglomération de Boston, dont elle n'est séparée que par la rivière Charles (traversée par quelques ponts).
Un grand nombre d'universités prestigieuses y ont leur campus, et notamment l'université Harvard ainsi que le Massachusetts Institute of Technology (MIT). On y trouve également les sièges et centres de recherche de nombreuses sociétés de haute technologie (informatique, biotechnologie notamment) qui profitent de la proximité des universités.
La ville est organisée autour de places (Squares), dont les principales s'égrènent autour de la ligne de métro (la ligne rouge du « T ») : Kendall/MIT, CentralSquare, Harvard Square, Porter Square.
Cambridge doit son nom à une autre célèbre ville universitaire, Cambridge en Angleterre. Fondée en 1630, elle devient rapidement un centre d'éducation et est nommée d'après son aînée en 1638.
En 2015, Cambridge a rejoint le mouvement Fab City, suivant l'appel lancé par le maire de Barcelone, Xavier Trias, à ce que toutes les villes du monde deviennent autosuffisantes pour 2054.

## Histoire
Cambridge apparaît sous le nom de Newtowne en 1630. Newtowne faisait partie des villes (dont Boston, Dorchester, Watertown et Weymouth) fondées par les 700 premiers colons puritains de la colonie de la baie du Massachusetts. Le site original de la ville était le cœur de ce qui est aujourd'hui devenu Harvard Square. La cité était bien plus grande qu'aujourd'hui et comprenait les villes maintenant indépendantes de Newton, Lexington (Cambridge Farms), Arlington (West Cambridge) et Brighton (West Cambridge).

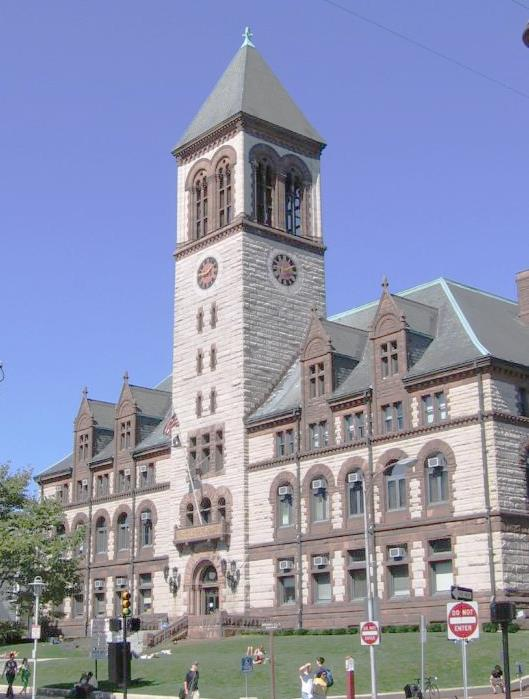
L'hôtel de ville de Cambridge.

En 1636, l'université Harvard fut créée par la colonie et Newtowne fut choisie pour l'accueillir. En 1638, le nom de « Newtowne » fut changé pour celui de « Cambridge », en l'honneur de la ville homonyme d'Angleterre, pour indiquer son statut de centre d'éducation supérieure dans la colonie.
Cambridge se développa lentement comme un village agricole situé à une douzaine de kilomètres de Boston, la capitale coloniale. Lors de la guerre d'Indépendance des États-Unis d'Amérique la plupart des habitants résidaient près de l'université, les fermes et les propriétés constituant le reste de la ville. Ils étaient en majorité des descendants des premiers colons puritains mais quelques-uns représentaient une petite élite d'anglicans qui résidaient dans les demeures du long de la « Route vers Watertown » (Brattle Street). Ces propriétés furent confisquées après la révolution et vendues aux loyalistes.
Entre 1790 et 1840, Cambridge commença à évoluer rapidement avec la construction du West Boston Bridge en 1792 qui reliait directement Cambridge à Boston, raccourcissant le trajet entre les deux villes. Un deuxième pont, Canal Bridge, fut ouvert en 1809 le long du Canal de Middlesex. Les nouveaux ponts et routes permirent l'apparition des premiers quartiers industriels et résidentiels de Cambridge. Peu de temps après de grandes routes furent construites pour joindre les rues aux ponts. Le chemin de fer arriva dans la ville à la même époque et conduisit au développement de Porter Square ainsi que la création de la ville voisine de Somerville à partir des parties autrefois rurales de Charlestown.
Cambridge fut incorporée en 1846 et devint ainsi la seconde ville du Massachusetts. Son centre-ville commercial commença à se déplacer de Harvard Square vers Central Square, qui devint le centre-ville. Entre 1850 et 1910, la ville commença à prendre sa forme actuelle : la construction du Longfellow Bridge, entre 1900 et 1907, permit de remplacer le West Boston Bridge, délabré et ne répondant plus aux besoins de transport du début du XXe siècle.
En 1920, Cambridge était l'une des villes industrielles les plus importantes de la Nouvelle Angleterre avec environ 120 000 habitants. Avec le déclin de l'industrie en Nouvelle Angleterre durant la Grande Dépression et après la Seconde Guerre mondiale, Cambridge perdit une grande partie de cette notoriété. Elle devint plutôt un centre intellectuel avec le rôle dominant de l'université Harvard dans la vie et la culture de la ville. Le déplacement du Massachusetts Institute of Technology depuis Boston jusqu'à Cambridge lui assura un rôle de premier ordre dans ce domaine aux États-Unis.

## Cité desSquares
La plupart des grands carrefours de Cambridge sont appelés Square : 
- Kendall Square, au carrefour de Broadway, Main Street, et Third Street ;
- Central Square, au carrefour de Massachusetts Avenue, Prospect Street, et Western Avenue. On y trouve de nombreux restaurants de diverses nationalités ;
- Lafayette Square, au carrefour de Massachusetts Avenue, Columbia Street, Sidney Street, et Main Street ;
- Harvard Square, au carrefour de Mass. Avenue, Brattle Street, et JFK Street. C'est le site de l'université Harvard, la plus ancienne du pays. On y trouve la plus forte concentration de libraires des États-Unis ;
- Porter Square, au carrefour de Mass. Avenue et de Somerville Avenue ;
- Inman Square, au carrefour de Cambridge et Hampshire streets ;
- Lechmere Square, au carrefour de Cambridge et First streets.

## Économie
Alors que l'industrie était la source de revenu la plus importante au XIXe siècle et au début du XXe siècle, l'enseignement est aujourd'hui le plus grand employeur : Harvard emploie un peu plus de 10 000 personnes et le MIT environ 7 000 personnes selon des données de 2004. En tant que centre d'innovation technologique, Cambridge est aussi le siège de sociétés techniques comme Akamai, BBN, Lotus Development Corporation, IBM, Polaroïd et Thinking Machine.

En 2010, la ville expérimenta un procédé d'alimentation d'un réverbère en utilisant les déjections de chiens. Le système fonctionne mais n'en est qu'au stade expérimental.

## Démographie
Les habitants sont appelés en anglais Cantabrigians comme ceux de Cambridge au Royaume-Uni. Ce nom est aussi donné aux diplômés de l'université Harvard.

## Éducation
- Universités :
  - Cambridge College
  - Université Harvard
  - Lesley University
  - Longy School of Music
  - Massachusetts Institute of Technology

- Écoles : il existe 12 écoles publiques[réf. souhaitée] ainsi qu'une école privée bilingue (français et anglais), qui regroupe l'éducation maternelle, primaire, secondaire : le lycée international de Boston. Le bâtiment principal est situé à Cambridge (primaire et secondaire) et à Arlington un second bâtiment pour les maternelles. Il y a un seul lycée public, le Cambridge Rindge and Latin (CRLS).

## Galerie photographique

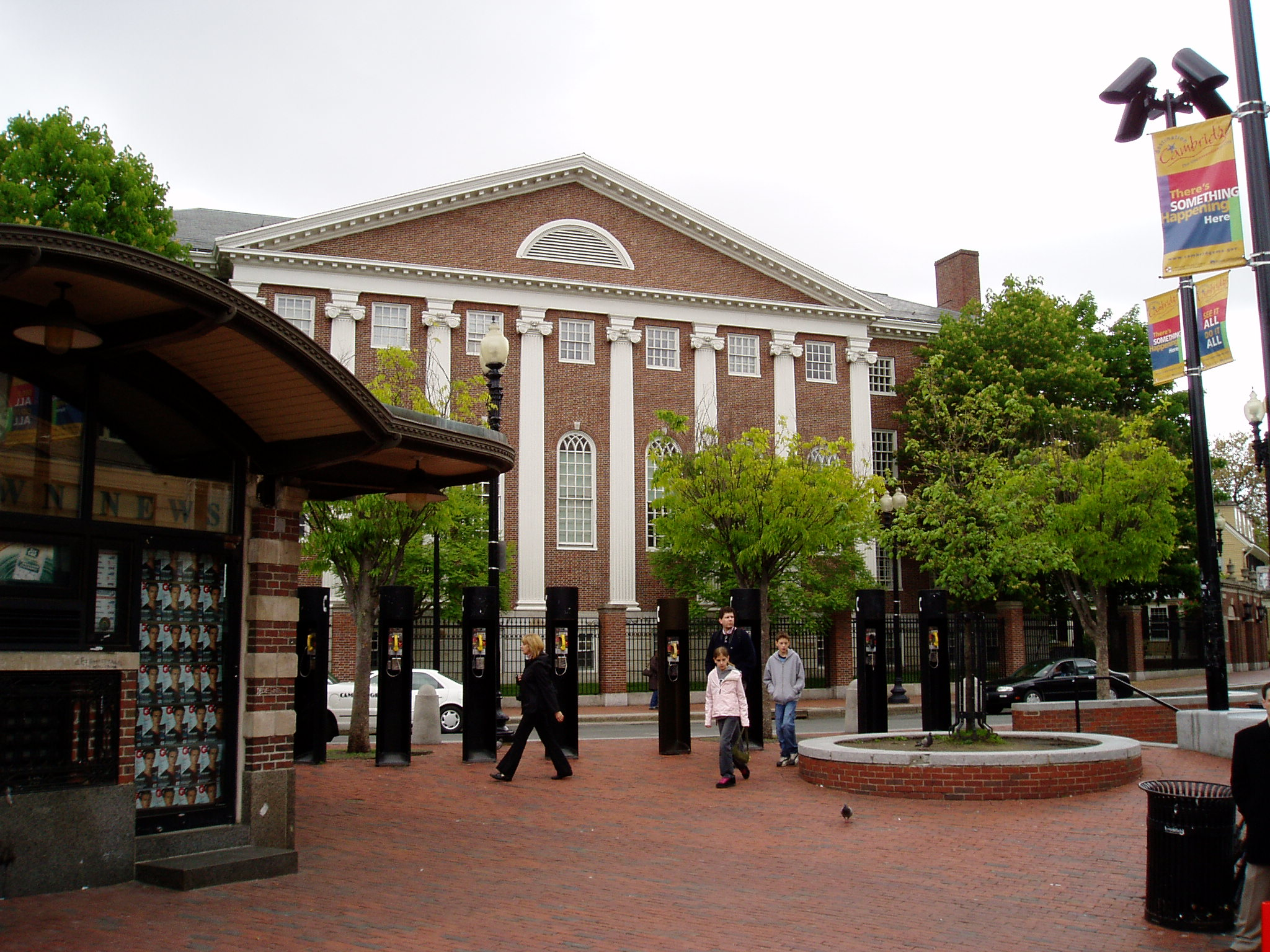
Harvard Square.
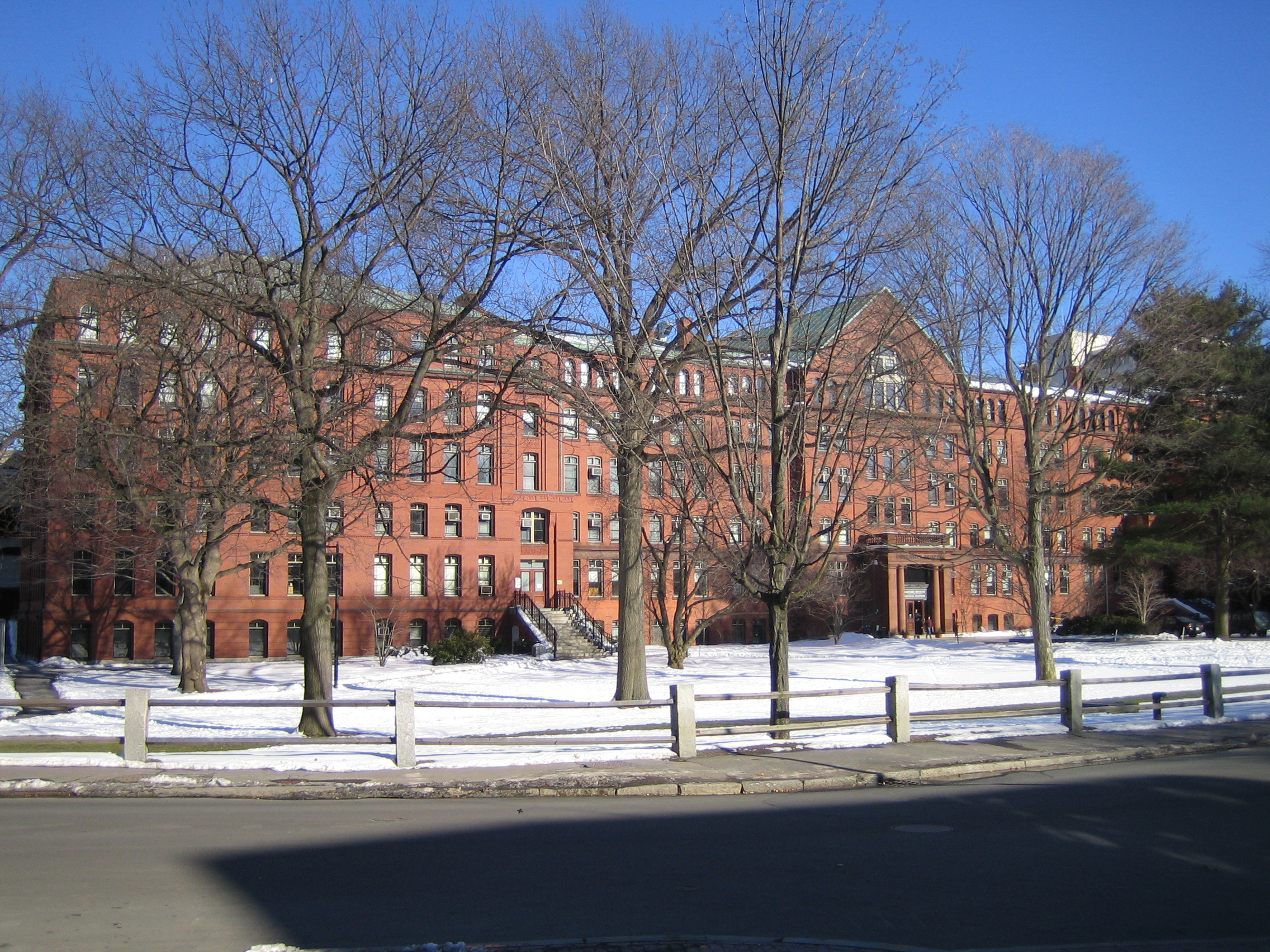
Musée d'histoire naturelle de Harvard.
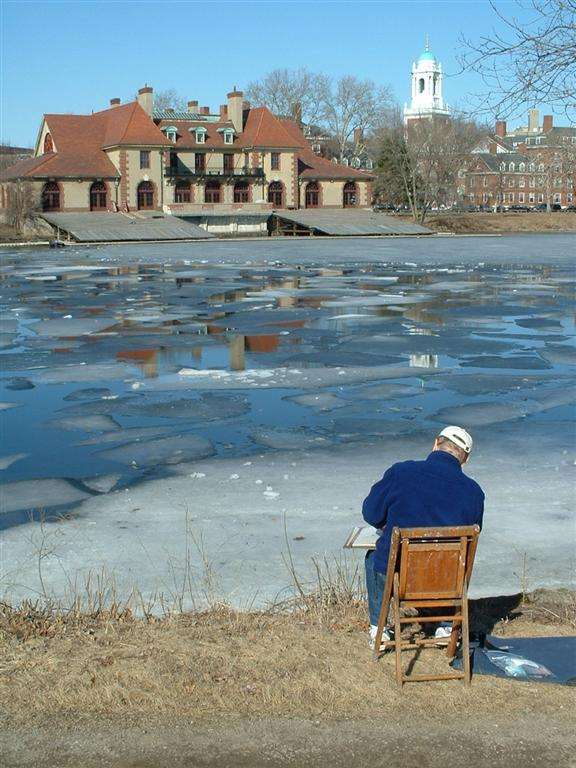
Charles River, Cambridge.
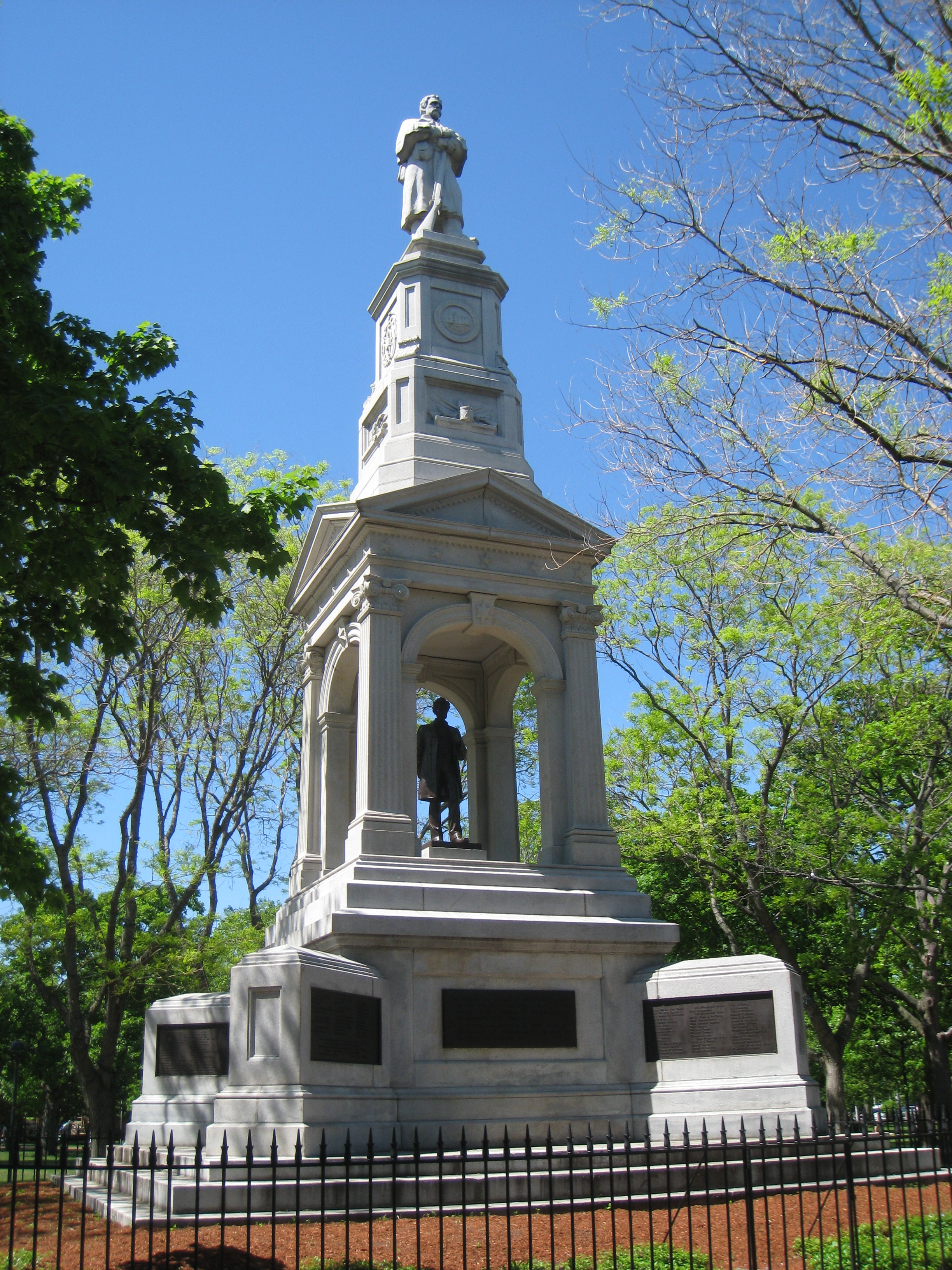
Monument aux morts de la guerre de Sécession.
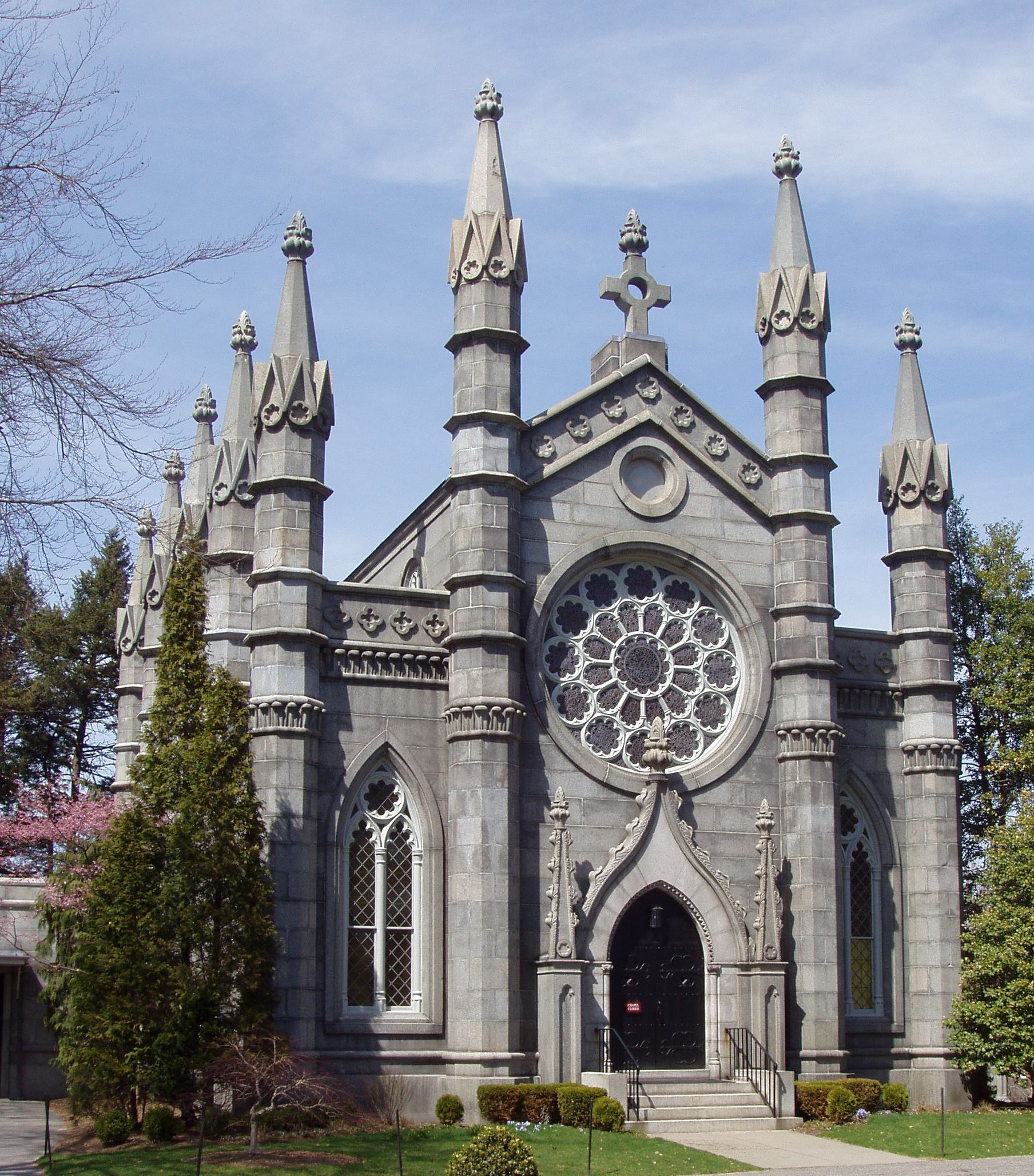
Bigelow Chapel.
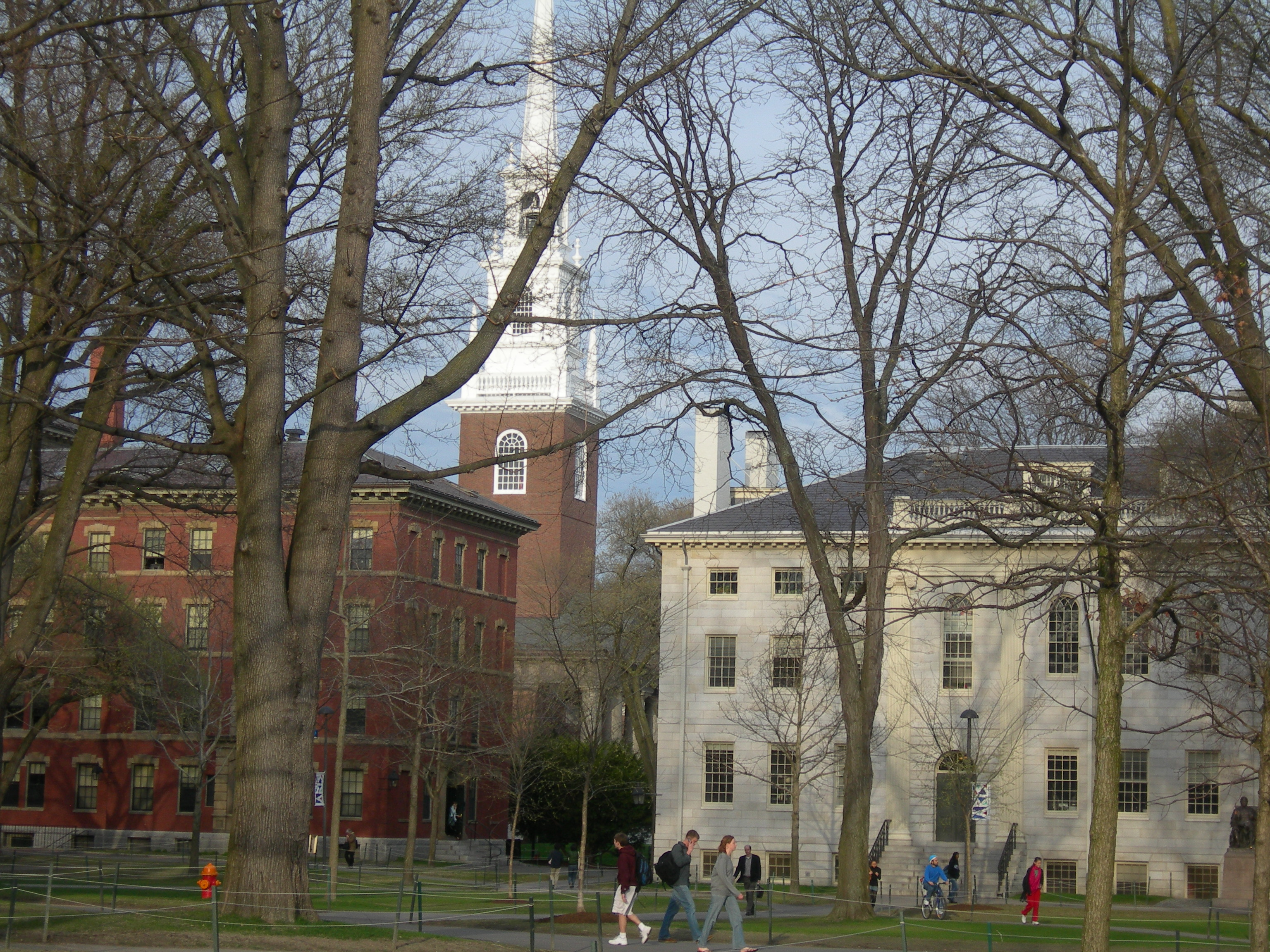
Harvard Yard.
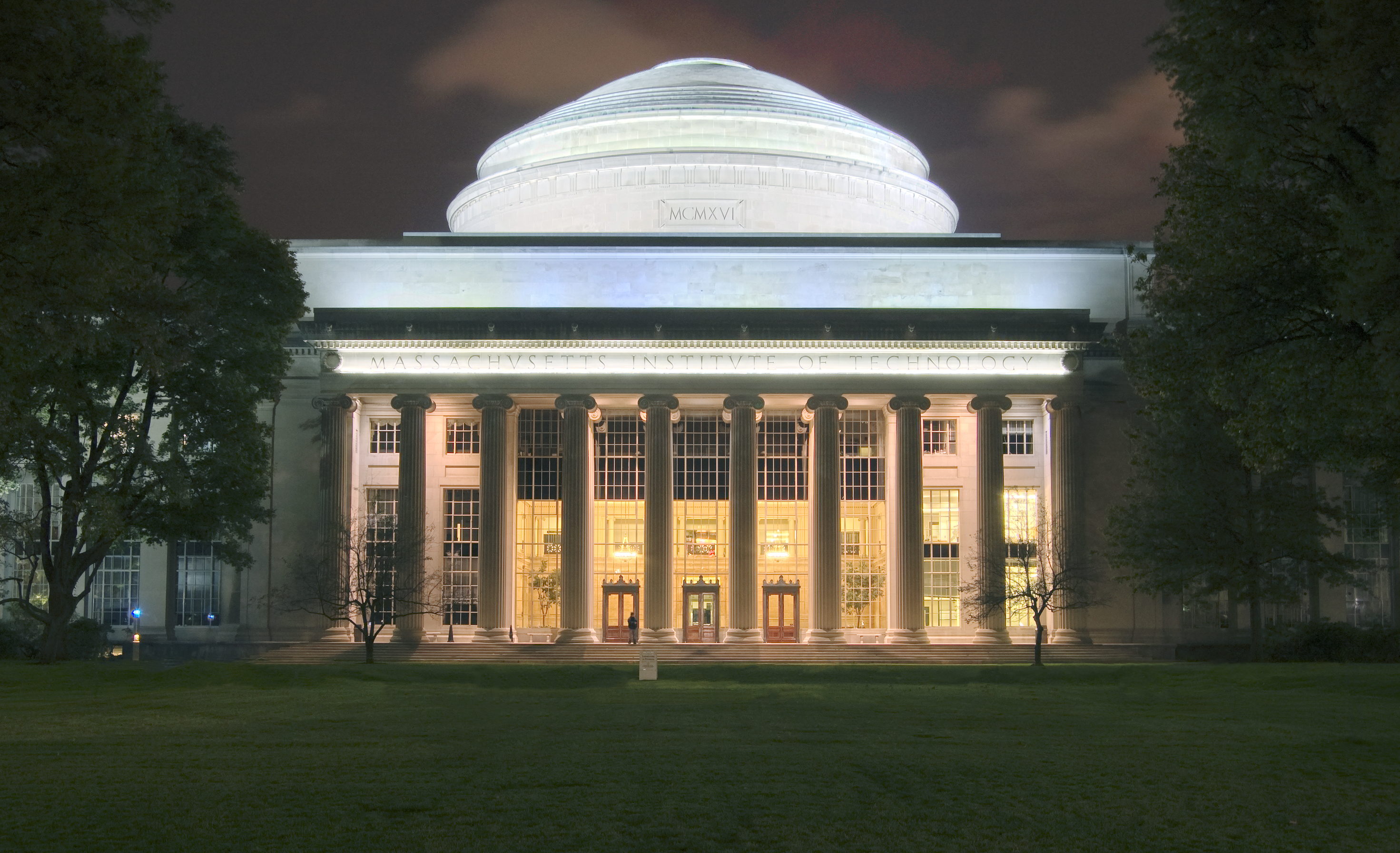
Grand dôme du MIT.
Vue depuis le pont de Harvard.
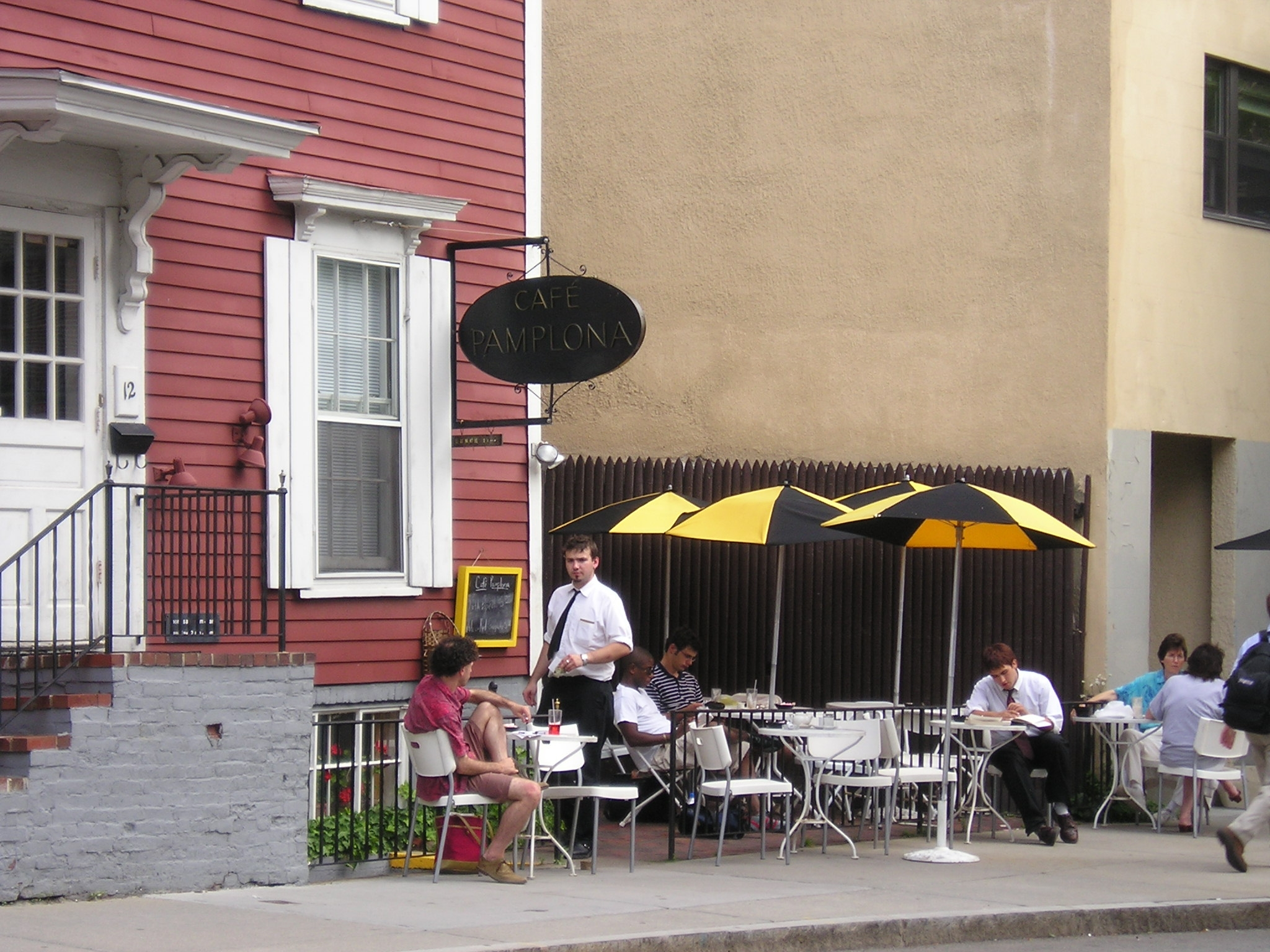
Café Pamplona à Harvard Square

- Université et campus de Harvard
- Harry Elkins Widener Memorial Library : la bibliothèque de Harvard
- Memorial Church
- Memorial Hall for the Civil War
- Fogg Art Museum
- Arthur Sackler Museum
- Musée du MIT
- Musée d'histoire naturelle (Museum of Natural History)
- Carpenter Center for the Visual Arts construit par Le Corbusier en 1961.
- Cimetière de Mount Auburn et parc botanique

## Jumelages
| Ville | Ville           | Pays | Pays        |
| ----- | --------------- | ---- | ----------- |
|       | Cambridge       |      | Royaume-Uni |
|       | Cienfuegos      |      | Cuba        |
|       | Coimbra         |      | Portugal    |
|       | Cracovie        |      | Pologne     |
|       | Erevan          |      | Arménie     |
|       | Gaète           |      | Italie      |
|       | Las Flores (en) |      | Salvador    |
|       | Tsukuba         |      | Japon       |

## Personnalités liées à Cambridge
- Marie-Pierre Dillenseger y vit et y travaille.
- Kittie Knox (1874-1900), première afro-américaine à être acceptée dans la ligue américaine de cyclisme, y est née.